# 블러디헌터
블러디헌터는 스튜디오위켓에서 개발한 3D MORPG 온라인게임이다.

## 배경
그 사건 이후… 모든것이달라졌다!
그 사건 이후 세상의 모든 시간과 공간이 하나로 모여졌다.
과거, 현재, 미래의 경계선이 모호해지고 세상은 점점 더 혼돈의 나락으로 떨어진다.
왜 그 사건이 일어났는지, 어디서 시작되었는지… 그것은 아무도 알 수 없다.
이 혼란함 속에서 상업과 산업이 형성되고 인류는 인간이 가지게 되는 기본적인 행동양식들을 조금씩 갖추게 된다.
그러나, 그 사건이 일어날 때 발생한 빛에 의해 신비한 힘을 가지게 된 돌들이 발견되었다.
이것이 사건의 실마리를 발견할 수 있는 유일한 단서이다!
그 사건의 실마리… 그것이 간절하게 필요한 자들이 이제 여행을 떠난다.

## 캐릭터
블러디헌터에서는 스워드맨, 레인저, 무투가 등의 3가지 캐릭터가 있다 (앞으로 추가예정).
- 스워드맨

살육과 검에 취해 이리 저리 떠돌아 다니던 스워드맨, 잃어버린 기억의 실마리를 찾기 위해 여행을 떠난다.
- 레인저

뛰어난 브레인과 외모를 소유한 최고의 레인저, 그 사건의 실마리를 찾겠다는 집념으로 여행을 떠난다.
- 무투가

강하고 날카로운 실력과 부드러운 성격을 겸비하고 있는 당대 최고 무투가, 그 사건 이후 모든 것이 변했지만 자신을 단련하기로 마음먹고 대결 여행을 떠난다.